# Euphrasia nankotaizanensis
Euphrasia nankotaizanensis là loài thực vật có hoa thuộc họ Cỏ chổi. Loài này được Yamam. mô tả khoa học đầu tiên năm 1930.